# Анзобський перевал

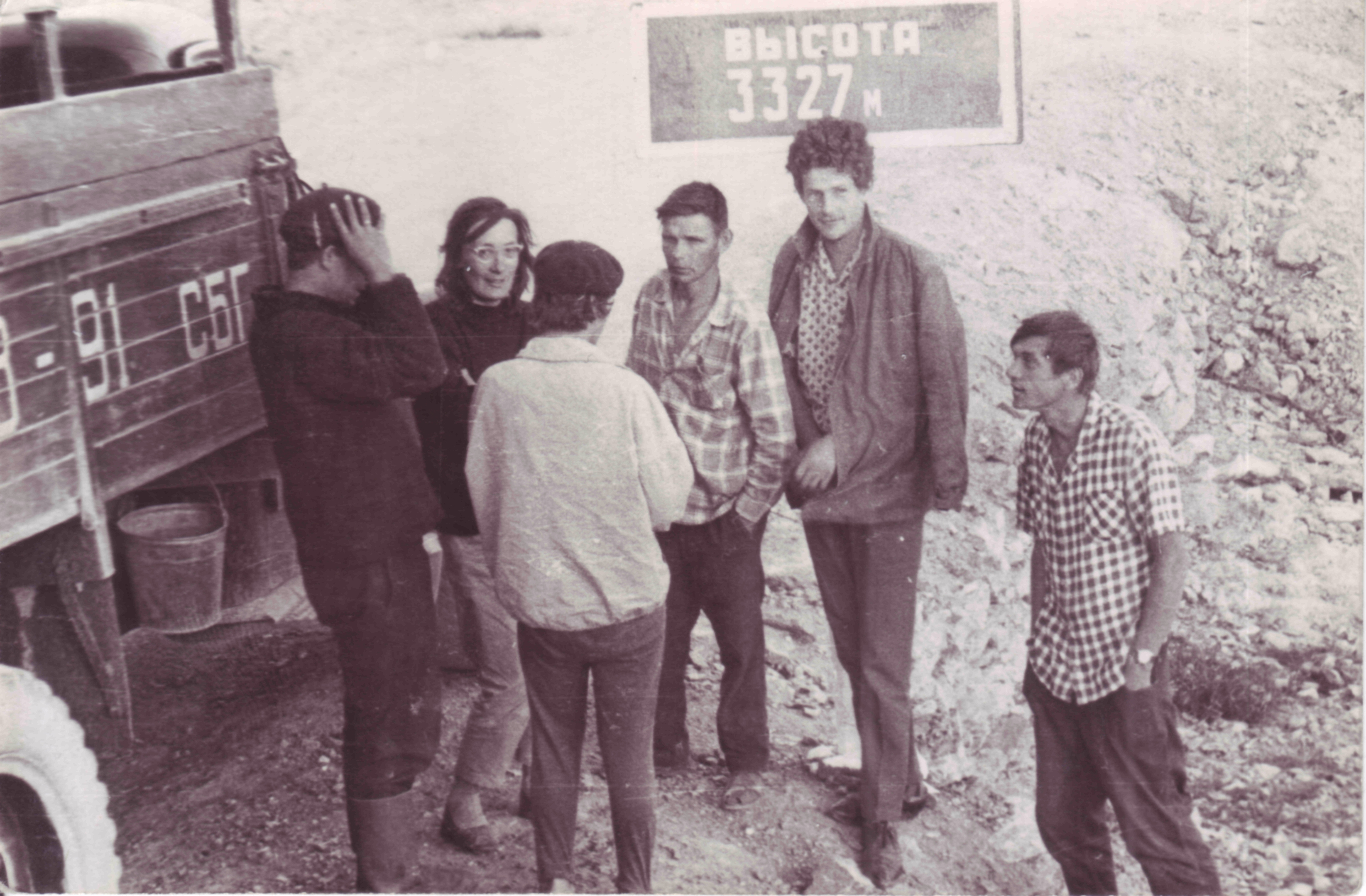
Працівники Яхактауської партії Південної геофізичної експедиції на перевалі. 1966, вересень.

Анзо́бський перевал, або перевал Анзоб (тадж. Ағбаи Анзоб) — перевал через Гісарський хребет Гіссаро-Алайської гірської системи.
З півночі відбувається відносно пологий підйом по долині однойменної річки, на півдні — крутий спуск серпантином у верхів'ї річки Варзоб. У 1936 році через нього прокладений автомобільний шлях Душанбе — Ура-Тюбе, підйом на перевал починається від кишлака Калон на висоті 2100 м. У найвищій точці перевалу розміщена метеорологічна станція.